# Grammia virguncula
Grammia virguncula là một loài bướm đêm thuộc phân họ Arctiinae, họ Erebidae.